# Mesodinium chamaeleon
Mesodinium chamaeleon ist ein Art (Spezies) von Wimpertierchen aus der Gattung Mesodinium.
Die Art wurde, wie von Øjvind Moestrup et al. im Januar 2012 veröffentlicht, in 2007–2009 genommenen Proben aus den flachen Gewässern des Öresunds vor der Küste von Nivå (Dänemark) entdeckt.

## Beschreibung
Die Einzeller von M. chamaeleon enthalten immer drei (eigene) Zellkerne: zwei Makronuclei, die den einzigen Mikronucleus dicht umgeben.
Die Bewimperung (Ziliatur) besteht aus zwei durch ein äquatoriales Band voneinander getrennten Teilen.
Es gibt sowohl in Längsreihen angeordnete Dikinetiden als auch Zirren, die Polykinetiden von sehr speziellem Aufbau sind.
Eines der ungewöhnlichsten Merkmale der Ziliatur sind zwei Paare „nackter“ Basalkörper, d. h. Basalkörper, die kein emergentes Axonem haben und mit dem zellmundseitigen (oralen) Ende jeder Dikinetidenreihe verbunden sind. Diese nackten Basalkörper haben eine Länge von nur 0.13–0.14 μm, weniger als ihr Durchmesser.
Eine genaue Beschreibung mit weiteren Strukturen der Zellen („Tentakeln“ etc.) findet sich bei Moestrup et al. (2012).

### Ernährungsweise
M. chamaeleon lebt mixotroph: Der Einzeller verleibt sich rote und grüne Kryptomonaden (Mikroalgen) ein, aber ohne diese zunächst abzubauen (zu verdauen). Stattdessen bleiben deren Organellen (insbesondere die Chloroplasten) tage- und wochenlang erhalten, währenddessen sie vom M. chamaeleon zur Energiegewinnung und Photoassimilation genutzt werden, wodurch dieser von einem heterotrophen zu einem autotrophen Organismus wird.
Es bildet sich auch keine dauerhafte Endosymbiose, denn nach dieser Zeit werden die aufgenommenen Mikroalgen dann doch abgebaut.
Im Gegensatz zu einigen anderen Arten der Gattung Mesodinium kann M. chamaeleon nur für kurze Zeit in Kultur gehalten werden (etwa mit Chroomonas vectensis als Beute gefüttert).
Es fängt und verschluckt verschiedene Flagellaten, darunter auch Kryptomonaden. Die Beute wird sehr schnell in eine Nahrungsvakuole aufgenommen, ohne dass die Geißeln der Kryptomonaden abgestoßen und die Trichozysten ausgeschieden werden.
Die einzelnen Nahrungsvakuolen dienen anschließend als photosynthetische Einheiten, die jeweils den Chloroplasten der Kryptomonaden, einen Zellkern und einige Mitochondrien enthalten.
Der Rest der aufgenommenen Zellen wird sofort verdaut, so auch mit (Verzögerung) schließlich der Inhalt der Nahrungsvakuolen.
Diese Art der Symbiose unterscheidet sich von anderen plastidentragenden Mesodinium-Arten,
die ihre gefangenen Zellen entweder für lange Zeit behalten oder sofort verdauen.
Die Ernährungsstrategie von M. chamaeleon scheint daher zwischen heterotrophen Arten wie Mesodinium pulex und Mesodinium pupula einerseits und Arten mit roten Kryptomonaden-Endosymbionten wie Mesodinium rubrum zu liegen, wodurch diese im Laufe der Evolution in Zukunft einmal zu komplexen Chloroplasten (sekundäre bzw. tertiäre Endosymbiose) werden könnten.

## Nahrungsvakuolen
In den Zellen von M. chamaeleon gibt es drei Typen von Nahrungsvakuolen:
- Der erste Typ enthält komplette Kryptomonaden, einschließlich ihrer Geißeln, der Zell-Periplasten, sämtlicher Trichozysten,[A. 6] des Zellkerns, des Golgi-Apparats und anderer Organellen.
- Der zweite Typ enthält hauptsächlich den Chloroplasten und den Zellkern der Kryptomonaden. Die Chloroplasten in diesen Zellen erscheinen wie „aufgequollen“, sie enthalten große Mengen an Reservestoffen (Speichermaterial).
- Der dritte Typ ähnelt dem einer gewöhnlichen typischen Nahrungsvakuole, in der der Inhalt gerade verdaut wird oder wurde und enthält daher weniger definiertes Material.

## Bakterielle Endosymbionten
M. chamaeleon beherbergt bakterielle Endosymbionten, die in Dünnschliffen sehr häufig zu erkennen sind. Sie befinden sich immer in Vakuolen. Diese Bakterien erscheinen lebendig und gesund, gelegentlich kann man auch sich teilende Exemplare erkennen. Moestrup et al. (2012) fanden keine Verdauungsreste von Bakterien. All dies spricht für eine Endosymbiose mit den Bakterien, die offenbar nicht als Nahrung dienen.

## Etymologie
Das Art-Epitheton leitet sich ab von lateinisch chamaeleōn, ursprünglich altgriechisch χαμαιλέων chamailéōn, deutsch ‚Erdlöwe‘.
Letzteres ist eine Zusammenziehung von χαμαί chamaí, englisch on the ground deutsch ‚am Boden‘ (übertragen ‚klein‘) und λέων léōn, deutsch ‚Löwe‘.
Die Bezeichnung ist offensichtlich eine Anspielung darauf, dass ein einzelner Organismus seine Farbe (zwischen rot und grün) wechseln kann, je nachdem, welche Kryptomonaden zuletzt einverleibt wurden. Dies erinnert an die Fähigkeit zum Farbwechsel bei den Chamäleons (mit derselben Etymologie).